# Кюба

Зал ресторана «Кюба»

«Кюба́» (фр. Cubat) ранее Борель — известный исторический ресторан французской кухни в Санкт-Петербурге. Был одним из самых известных и дорогих ресторанов в Петербурге рубежа XIX и XX веков. Наряду с Контаном входил в категорию аристократических ресторанов.

## История
На месте «Дюссо» в середине XIX века работал фешенебельный ресторан «Роше-де-Канкаль» ресторатора Бореля. Это было одно из самых дорогих заведений в городе, его постоянными посетителями была высшая аристократия, которые устремлялись в заведение после спектаклей. Здесь обедали великие князья и богатые купцы. Некоторые посетители устраивали загулы по несколько суток. Борель давал посетителям неограниченные кредиты и в итоге, не вернув задолженность в 300 000 рублей, был вынужден закрыть ресторан и продать его Жану Пьеру Кюба. 
«Кюба»! «Контан»! «Медведь»! «Донон»! 

Чьи имена в шампанской пене

Взлетели в Невский небосклон

В своём сверкающем сплетеньи!..
Ужель им больше не звенеть?!.. 

Ужель не вспенят, как бывало, 

«Кюба», «Контан», «Донон», «Медведь»

Свои разбитые бокалы?!..
Пусть филистерская толпа

Пожмет плечами возмущённо —

Нет Петербурга без «Кюба»! 

Нет Петербурга без «Донона»…
Ресторан существовал в Петербурге с 1850-х годов и первоначально назывался «Restaurant de Paris» («Café de Paris»). Завтраки в «Кюбе» были обязательны среди петербургских денди. Благодаря чистой репутации, ресторан могли посещать знатные дамы без сопровождения мужчин, в итоге он стал местом знакомств, когда подавали вторые завтраки между 13 и 15 часами. Официантами работали бывшие солдаты гвардии.
В 1887—1894 годах владельцем был французский повар Ж.-П. Кюба (Pierre Cubat), который и дал ресторану второе название, бытовавшее и позднее, хотя с 1894 года заведением владел Альмир Жуэн. Находился на углу Большой Морской улицы (д. 16) и Кирпичного переулка (д. 8). В начале XX века «Кюба» был перенесён на Каменный остров и был переименован в «Бель-вю» наследником Кюбы, при этом старый ресторан продолжал работать, но у него появились новые владельцы.
В акте осмотра помещения от 1914 года «Кюба» описывался так: «Ресторан I разряда. Расположен в 2-х этажах и занимает площадь 126 1/9 кв. сажень. В ресторане имеется зал (36 кв. сажень) и 13 отдельных кабинетов. Ресторан посещает интеллигентная и богатая публика».
После октября 1917 года ресторан был закрыт. Сохранился портал из зелёного левантийского мрамора работы архитектора И. А. Фомина в стиле неоклассицизма.

## Известные посетители и события
Среди постоянных посетителей заведения были С. П. Дягилев, В. Ф. Нижинский, Ф. И. Шаляпин, С. И. Мамонтов, Т. Л. Щепкина-Куперник, Н. К. Шильдер, И. А. Бунин.
Заведение известно как место встреч балетоманов и «золотой молодёжи». В 1904 году в у «Кюба» был дан ужин в честь американской танцовщицы А. Дункан. В 1908 балерина Матильда Кшесинская отмечала у Кюба успех первых артисток Мариинского театра в балете «Пахита» и пригласила за круглый стол в центре зала только дам; среди них Анну Павлову и Т. Карсавину. Мужчины могли подойти к столу только после окончания ужина и Кшесинская всех угостила шампанским. В 1911-м здесь отмечалось 20-летие творческой деятельности Кшесинской.
В 1912 году на крыше здания установлена одна из первых в Петербурге электрических реклам.
Ресторан «Кюба» часто упоминается в литературе конца XIX — начала XX веков в произведениях А. П. Чехова, В. М. Дорошевича, А. В. Амфитеатрова, Н. Я. Агнивцева, А. Т. Аверченко и других.
Ресторан Кюба прилегал к так называемому «гомосексуальному маршруту» теток — богатых гомосексуальных мужчин, которые искали отношений с юношами и проститутами. В ресторане периодически проходили встречи с единомышленниками.